# دوج کورونت
دوج کورونت (Dodge Coronet) خودرویی است که از سال ۱۹۴۹ تا ۱۹۷۶ توسط شرکت داج تولید شده‌ و طراحی آن خودروهای موتور جلو-محور عقب است.